# Stefan Mappus
Stefan Mappus (ur. 4 kwietnia 1966 w Pforzheim) – niemiecki polityk i samorządowiec, działacz Unii Chrześcijańsko-Demokratycznej (CDU), w latach 2010–2011 premier Badenii-Wirtembergii.

## Życiorys
Po ukończeniu szkoły średniej kształcił się w zawodzie ekonomisty. Studiował następnie ekonomię i socjologię na Uniwersytecie Hohenheim, po uzyskaniu w 1993 dyplomu pracował na tej uczelni. Od 1995 do 1998 był zatrudniony w koncernie Siemens w Stuttgarcie.
Zaangażował się w działalność polityczną w ramach Unii Chrześcijańsko-Demokratycznej. Od 1983 działał w jej organizacji młodzieżowej Junge Union. W latach 1989–1995 był radnym miejskim w Mühlacker. Od 1996 uzyskiwał mandat posła do landtagu kraju związkowego Badenia-Wirtembergia. Od 1998 do 2004 pełnił funkcję sekretarza stanu, a następnie do 2005 ministra środowiska i transportu w rządzie krajowym. W latach 2005–2010 przewodniczył frakcji poselskiej CDU w parlamencie landu. W 2005 został wiceprzewodniczącym, a w 2009 przewodniczącym badeńsko-wirtemberskich struktur swojego ugrupowania. W lutym 2010 zastąpił Günthera Oettingera na stanowisku premiera tego kraju związkowego. Urząd ten sprawował do maja 2011, w wyborach regionalnych wspierająca go koalicja CDU i liberałów nie utrzymała większości w parlamencie.
Również w 2011 zrezygnował z kierowania partią i mandatu deputowanego. Od 2012 był objęty postępowaniem prokuratorskim, w którym zarzucono mu sprzeniewierzenie funduszy publicznych przy zakupie w 2010 przez Badenię-Wirtembergię akcji przedsiębiorstwa energetycznego EnBW. Ostatecznie wobec braku możliwości wykazania przestępstwa w 2014 prokurator umorzył śledztwo przeciwko niemu.
Po odejściu z bieżącej polityki pracował w koncernie farmaceutycznym Merck KGaA, następnie zatrudniony w przedsiębiorstwie pmONE z branży IT.